# Frank Lucas
Frank Lucas (La Grange, 9 settembre 1930 – Cedar Grove, 30 maggio 2019) è stato un mafioso e collaboratore di giustizia statunitense.

## Biografia
Frank Lucas fu per molti anni l'autista di Bumpy Johnson, un famoso boss di Harlem. Dopo aver ucciso un boss mafioso italo-statunitense per sbaglio fu costretto a sparire dalla circolazione. Alla morte di Bumpy tornò e prese il suo giro di contatti in mano. Iniziò a trafficare eroina acquistandola direttamente nel Triangolo d'oro del Sud-Est asiatico, importandola attraverso le bare di soldati statunitensi caduti in servizio: scalò rapidamente le gerarchie criminali di New York, divenendone una figura di spicco. Per evitare la prigione collaborò con la giustizia e fece arrestare importanti boss italiani nel contesto di quella che è stata definita "la seconda caduta d'Italia".

## Film dedicati
- La storia di Frank Lucas è raccontata nel film intitolato American Gangster, diretto da Ridley Scott, con i premi Oscar Denzel Washington e Russell Crowe, rispettivamente nei panni di Frank Lucas e Richie Roberts.
- Anche il film Carlito's Way - Scalata al potere, con Jay Hernandez (nel ruolo del protagonista) e Mario Van Peebles (nel ruolo di Earl), è ispirato al re dell'eroina Frank Lucas.
- Nella serie tv Godfather of Harlem il personaggio di Frank Lucas entra in scena nella quarta stagione, interprtato dall'attore Rome Flynn